# Lasioglossum salinum
Lasioglossum salinum är en biart som först beskrevs av Morawitz 1876.  Lasioglossum salinum ingår i släktet smalbin, och familjen vägbin. Inga underarter finns listade i Catalogue of Life.